# Penacova
Penacova ist eine Vila (Kleinstadt) und ein Kreis (Concelho) in Portugal mit 2824 Einwohnern (Stand 19. April 2021).

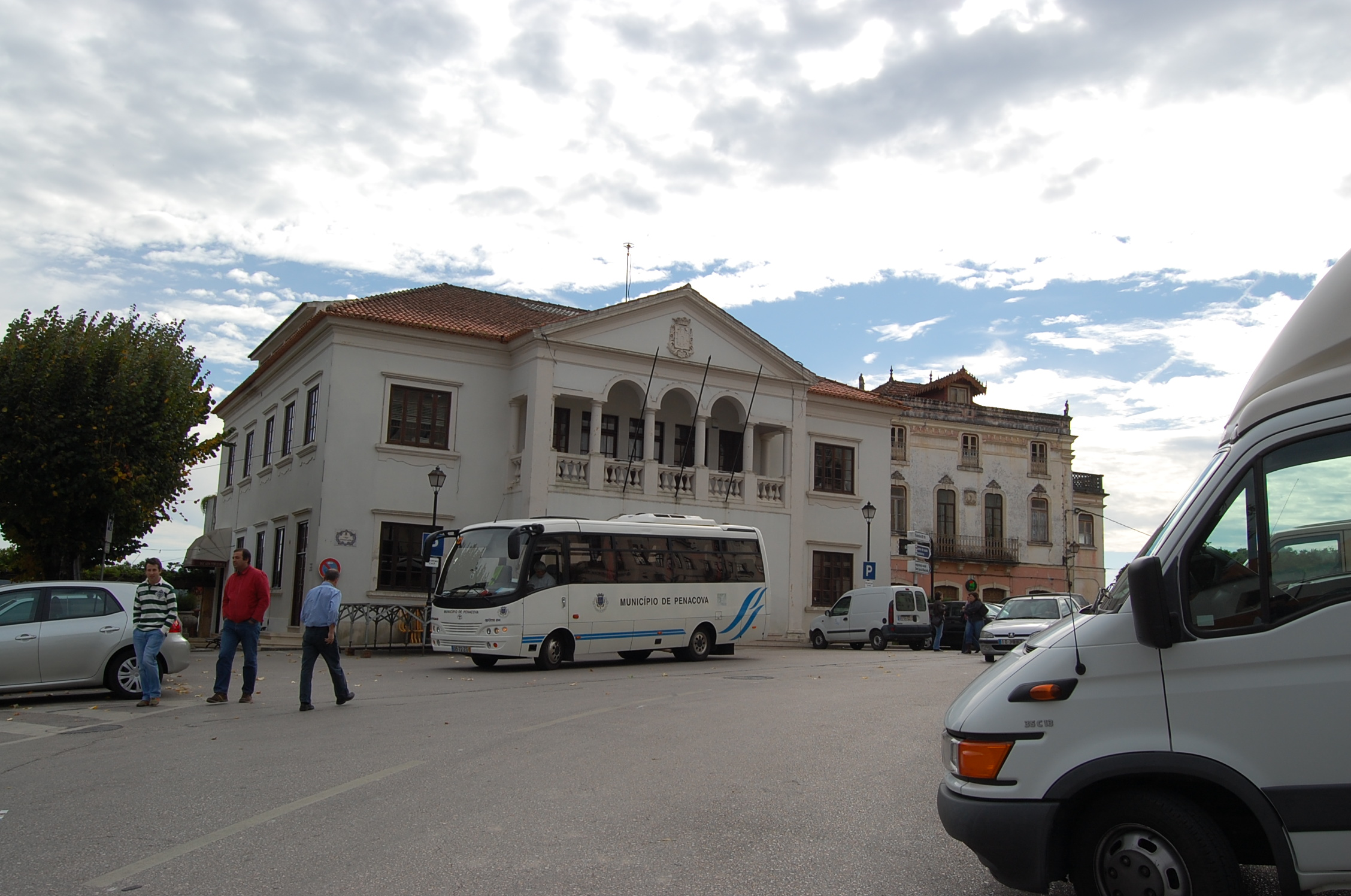
Das Rathaus von Penacova

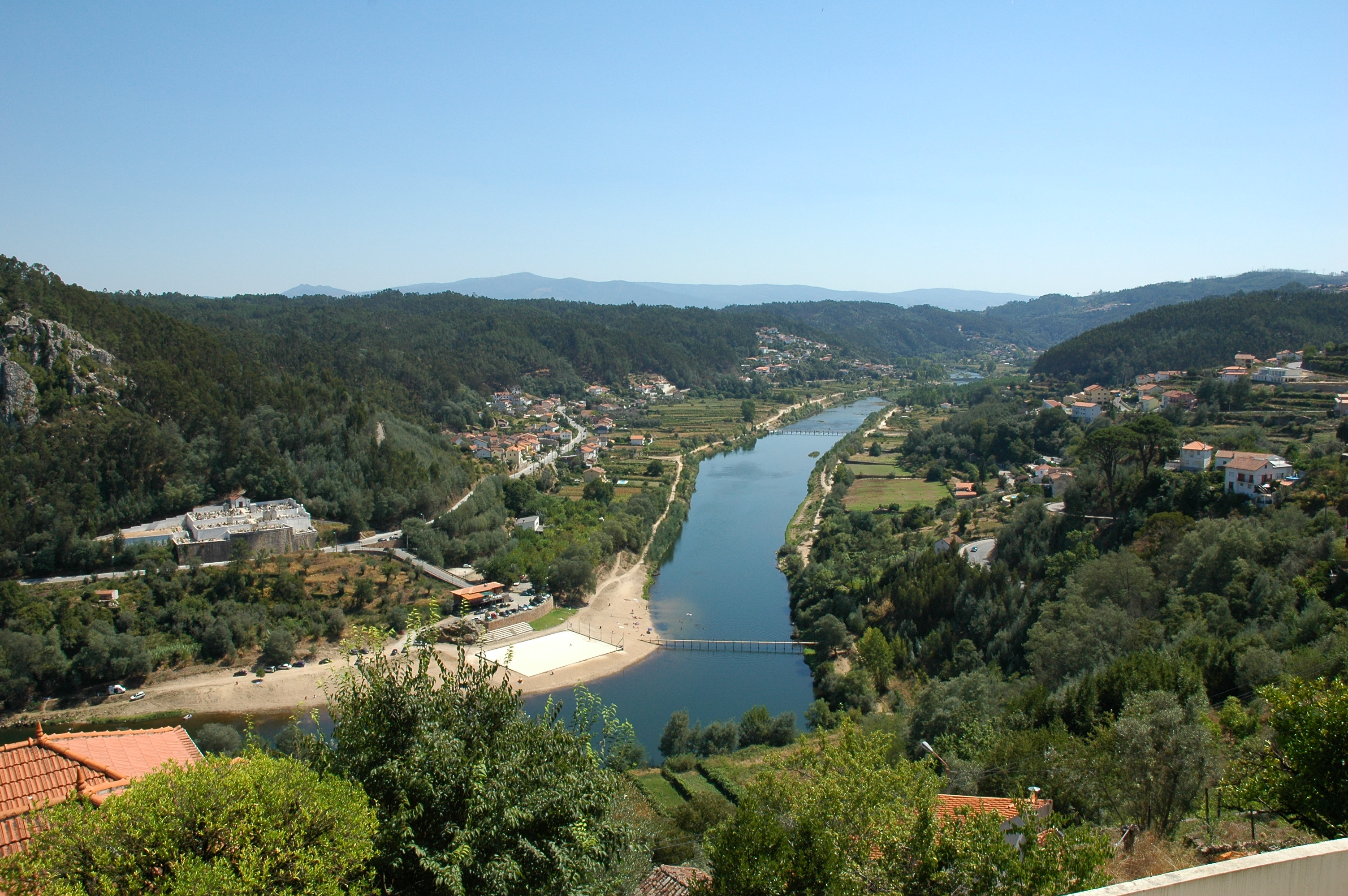
Der Rio Mondego im Kreis Penacova

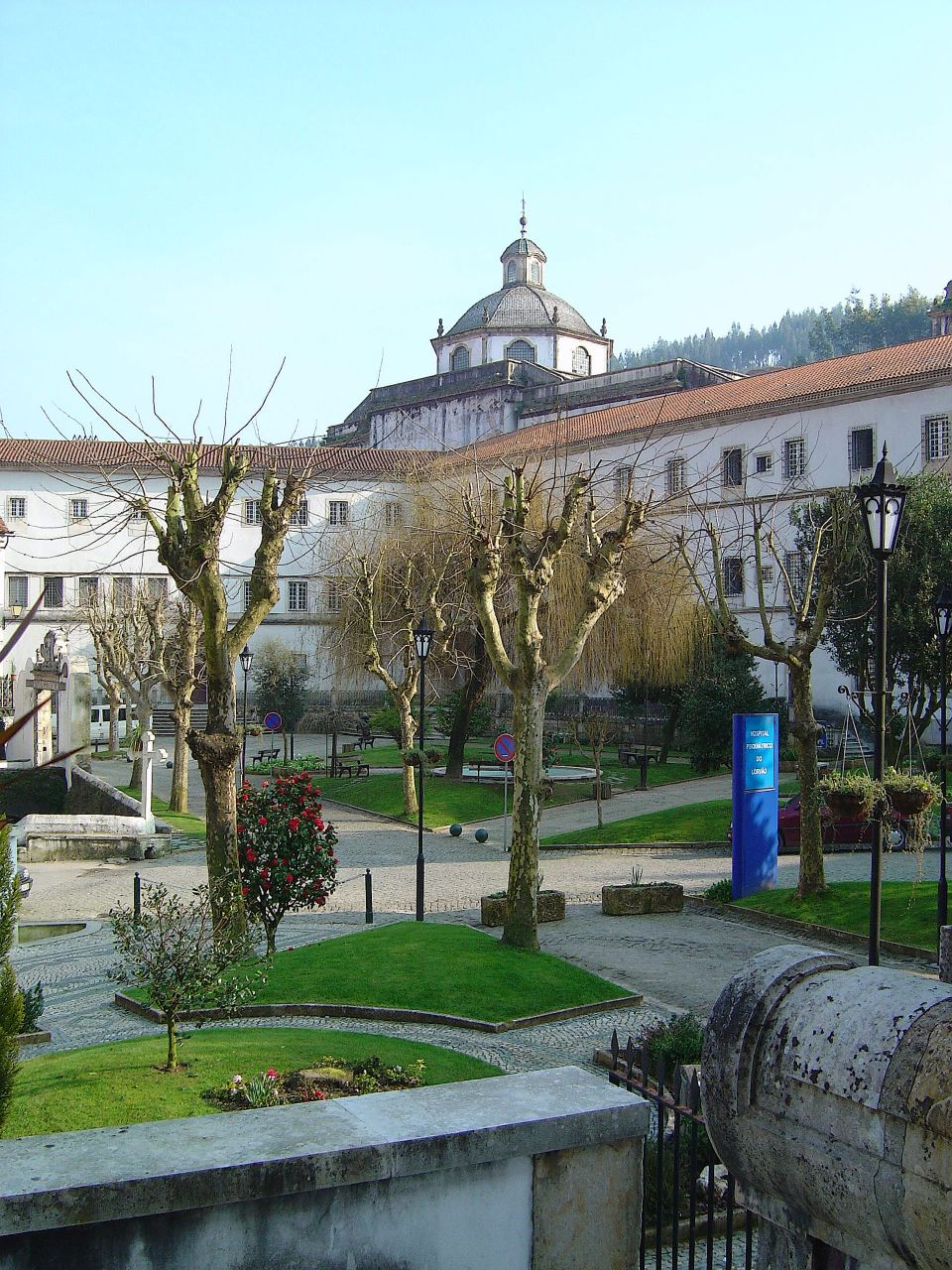
Im Innenhof des Klosters Mosteiro de Lorvão

## Geschichte
Erstmals offiziell erwähnt wurde der Ort im Jahr 911, als Vila Cova. 1036, unter arabischer Herrschaft, ist die Befestigung bereits als Castelo de Penacova (dt.: Burg von Penacova) bekannt. Im Zuge der Reconquista wurde Penacova erobert und erhielt 1192 erstmals Stadtrechte (Foral) durch das inzwischen unabhängige Königreich Portugal.
König Manuel I. erneuerte 1513 die Stadtrechte. Im Jahr 1605 wurde Penacova ein eigenständiger Kreis. In den Jahren 1855 und 1898 wurde der Kreis durch Eingemeindungen deutlich erweitert.

## Kultur und Sehenswürdigkeiten
Zahlreiche Sakralbauten und einige Windmühlen, Herrenhäuser und historische öffentliche Gebäude stehen unter Denkmalschutz, darunter das 878 erstmals erwähnte und bis zu seinem barocken Umbau im 18. Jahrhundert mehrfach erweiterte Kloster Mosteiro de Lorvão, in dem verschiedene Königinnen bestattet sind. Im Kloster, in dem bis 2012 zum Teil eine psychiatrische Klinik residierte, ist ein Museum mit vielfältigen Exponaten sakraler Kunst eingerichtet.
Auch der historische Ortskern von Penacova steht unter Denkmalschutz.
In Richtung zur Serra do Buçaco hin liegt, in einem Gebäude um eine ehemalige Windmühle herum eingerichtet, das Museu do Moinho Vitorino Nemésio (dt.: Museum der Mühle Vitorino Nemésio). Auf zwei Stockwerken, und mit einem Café und einem Picknick-Parkplatz ausgestattet, zeigt es die Geschichte der Wind- und Wassermühlen allgemein und die der lokalen Varianten im Speziellen.

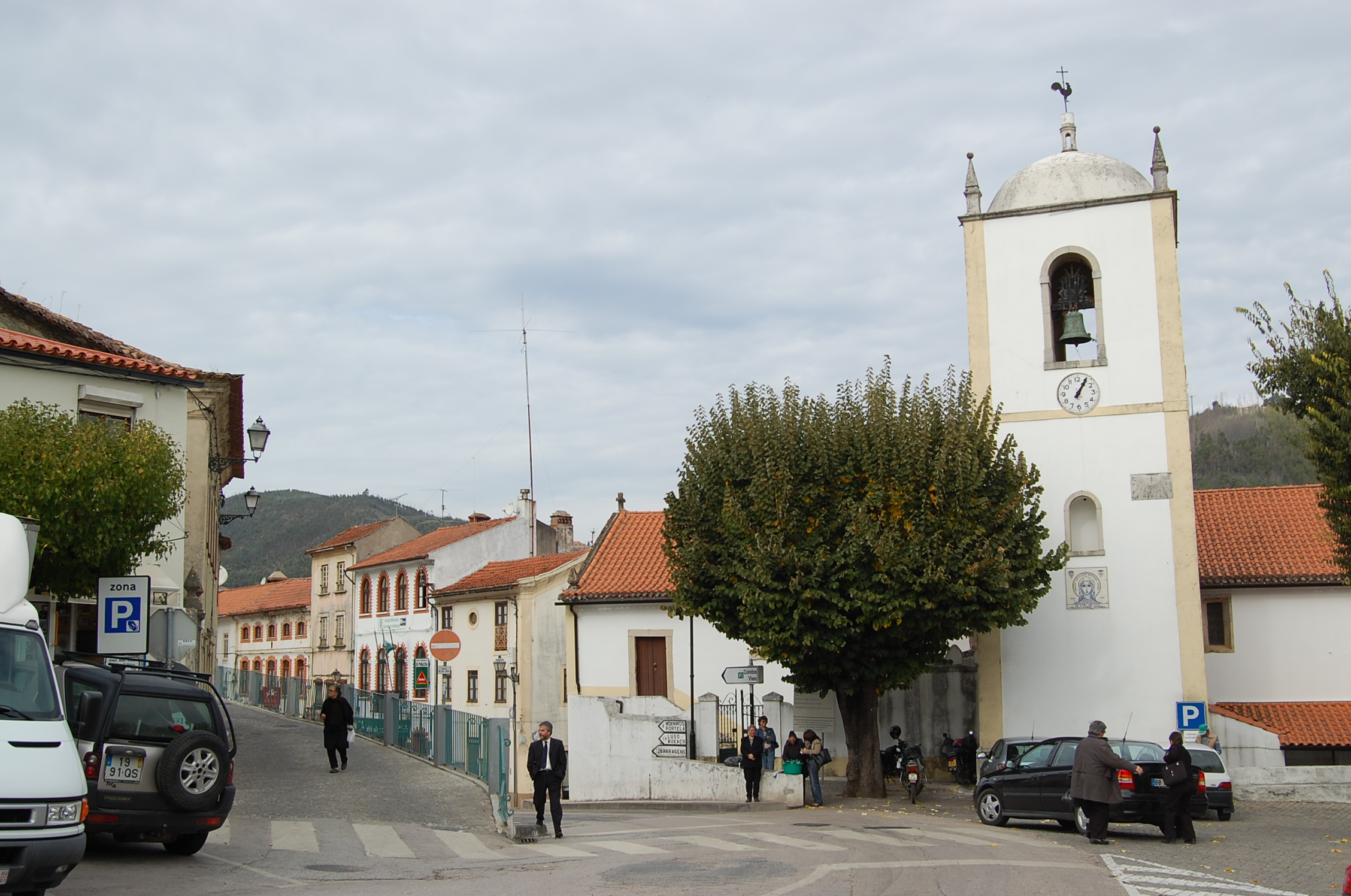
Im historischen Ortskern von Penacova

## Verwaltung

### Kreis
Penacova ist Verwaltungssitz eines gleichnamigen Kreises. Die Nachbarkreise sind (im Uhrzeigersinn im Norden beginnend): Mortágua, Santa Comba Dão, Tábua, Arganil, Vila Nova de Poiares, Coimbra sowie Mealhada.
Mit der Gebietsreform im September 2013 wurden mehrere Gemeinden zu neuen Gemeinden zusammengefasst, sodass sich die Zahl der Gemeinden von zuvor elf auf acht verringerte.
Die folgenden Gemeinden (freguesias) liegen im Kreis Penacova:

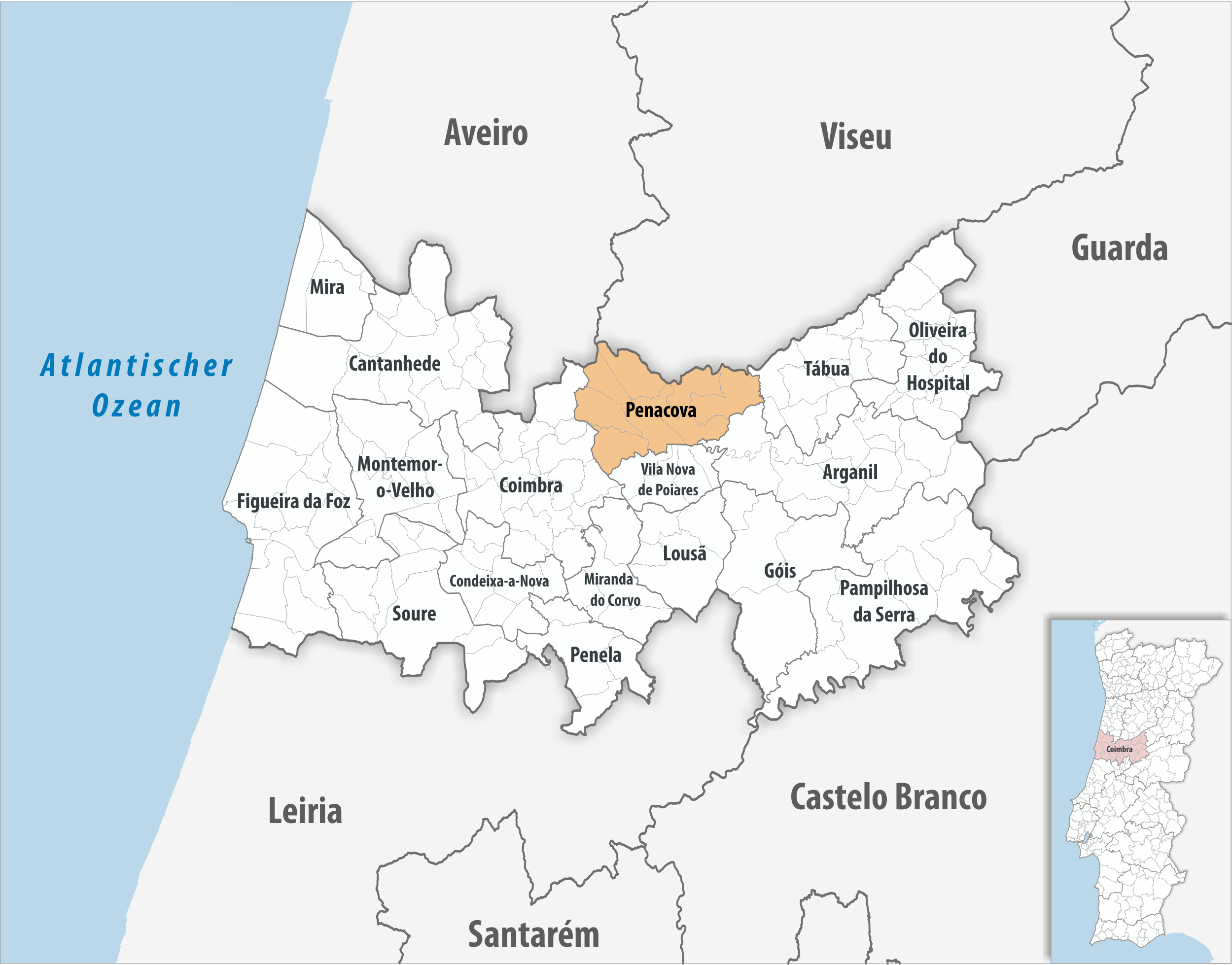
Kreis Penacova

| Gemeinde                                  | Einwohner (2021) | Fläche km² | Dichte Einw./km² | LAU- Code |
| ----------------------------------------- | ---------------- | ---------- | ---------------- | --------- |
| Carvalho                                  | 677              | 30,14      | 22               | 061301    |
| Figueira de Lorvão                        | 2.370            | 26,68      | 89               | 061302    |
| Friúmes e Paradela                        | 813              | 22,18      | 37               | 061312    |
| Lorvão                                    | 3.143            | 26,95      | 117              | 061304    |
| Oliveira do Mondego e Travanca do Mondego | 955              | 22,58      | 42               | 061313    |
| Penacova                                  | 2.824            | 32,42      | 87               | 061307    |
| São Pedro de Alva e São Paio de Mondego   | 1.618            | 37,94      | 43               | 061314    |
| Sazes do Lorvão                           | 713              | 17,86      | 40               | 061310    |
| Kreis Penacova                            | 13.113           | 216,75     | 60               | 0613      |

### Bevölkerungsentwicklung
| Einwohnerzahl im Kreis Penacova (1801–2011) | Einwohnerzahl im Kreis Penacova (1801–2011) | Einwohnerzahl im Kreis Penacova (1801–2011) | Einwohnerzahl im Kreis Penacova (1801–2011) | Einwohnerzahl im Kreis Penacova (1801–2011) | Einwohnerzahl im Kreis Penacova (1801–2011) | Einwohnerzahl im Kreis Penacova (1801–2011) | Einwohnerzahl im Kreis Penacova (1801–2011) | Einwohnerzahl im Kreis Penacova (1801–2011) | Einwohnerzahl im Kreis Penacova (1801–2011) |
| ------------------------------------------- | ------------------------------------------- | ------------------------------------------- | ------------------------------------------- | ------------------------------------------- | ------------------------------------------- | ------------------------------------------- | ------------------------------------------- | ------------------------------------------- | ------------------------------------------- |
| 1801                                        | 1849                                        | 1900                                        | 1930                                        | 1960                                        | 1981                                        | 1991                                        | 2001                                        | 2011                                        |                                             |
| 8.706                                       | 8.593                                       | 18.253                                      | 16.964                                      | 18.704                                      | 17.351                                      | 16.748                                      | 16.725                                      | 15.489                                      |                                             |

### Kommunaler Feiertag
- 17. Juli (Geburtstag António José de Almeidas)

### Städtepartnerschaften
- : Pont-Saint-Esprit, Frankreich (seit 1999)
- : Cistierna (Provinz León), Spanien (seit 2017)
- : Nova Friburgo, Brasilien (seit 2019)[10]

## Wirtschaft
Neben etwas Flussfischerei und der Landwirtschaft, die durch die natürlich-sauren Böden eingeschränkt ist, ist die Forstwirtschaft hier von großer Bedeutung. Der Kreis ist zu 70 % von Wald bedeckt, insbesondere Eukalyptus, See-Kiefer und Akazien. An Industriebetrieben sind neben der Holzverarbeitung insbesondere Unternehmen des Baugewerbes, das hier abgefüllte Mineralwasser Caldas de Penacova, und die traditionsreiche Ziegelei Cerâmica Estrela D´Alva zu nennen.

## Söhne und Töchter
- Lourenço de Santa Maria e Melo (1704–1783), Erzbischof von Goa und später der Algarve
- António José de Almeida (1866–1929), Arzt und Politiker, Präsident Portugals
- José Alberto Carvalho (* 1967), Journalist und Nachrichtensprecher